# 山本圭子
山本 圭子（やまもと けいこ、1940年〈昭和15年〉8月7日 - 2024年〈令和6年〉4月18日）は、日本の女性声優、ナレーター。大阪府出身。生前は青二プロダクションに所属しており、創立メンバーのひとりでもあった。
代表作は『サザエさん』（花沢さん）、『天才バカボン』シリーズ（バカボン）、『がんばれ!!ロボコン』（ロボコン）、『ちびまる子ちゃん』（山田、はまじの母）、『ひみつのアッコちゃん』（チカ子）など。

## 略歴
子供の頃から歌手が憧れの仕事であったという。相愛女子短期大学家政科卒業。学生時代に「芝居のムシにとりつかれた」といい、大学卒業と共に当時劇団泉座でマネージャーをしていた兄を頼って上京し、泉座に入団。そこで芝居の基礎を学んだ。
当初は女優志望だったが、「（女優だと）美人の役が絶対できない」「声だと顔と関係ないし、二枚目の男の子の声も出せる」と声優業に専念するようになる。
アニメでのデビューは1963年、『狼少年ケン』のウォーリー役。1965年、アニメ『戦え!オスパー』にて初主演。その後も『もーれつア太郎』や『赤胴鈴之助』、『がんばれ!!ロボコン』などで主演を務めた。
東京俳優生活協同組合を経て、1969年、青二プロダクションの創立に参加し、以降は同プロダクションに所属。
1972年以降、アニメ『サザエさん』では2代目として花沢花子役を長期にわたり担当。
2020年9月10日、下肢骨折の治療のため一時休養を発表。出演中だった『サザエさん』の花沢花子役は、伊倉一恵が代役を務めた。なお、伊倉が担当したのは10月4日、11日放送回の約2週間のみで、山本は10月18日放送回より復帰した。
2023年10月、長期にわたり演じた『サザエさん』の花沢花子役を降板。翌々月の12月には、『ちびまる子ちゃん』で約30年担当した山田笑太役も同月17日放送回をもって降板し、継続して演じる持ち役を同年内にすべて降板することになった。
2024年4月18日に敗血症のため死去。遺族の意向もあり、同年7月29日に青二プロダクションより訃報が公表された。その際、83歳での死去だったと発表されている。

## 特色
声種は天衣無縫で活発なアルト（音域はG-  E）。
子供向け作品においては、男の子や少年の役を担当することが多い。『サザエさん』の花沢花子（花沢さん）役や『天才バカボン』のバカボン役、『ちびまる子ちゃん』の山田笑太役で演じる特徴的な“ダミ声”でしられる。『もーれつア太郎』のア太郎役などの江戸っ子役なども多かった。また、役によってはハスキーボイスで演技をすることもあった。
最初は『魔法使いサリー』のケンちゃん役のようなハンサムな役を演じていたが、『天才バカボン』のバカボン役以降、粘った喋りで演じるキャラクターが増えたという。
晩年は高齢により声質が変化しているという指摘も受けた。

## 人物・エピソード
役者間での愛称は「ドドコ」（名前の圭の字が「ど（土）」を2つ重ねたように見えることから）。身近な人には「圭子姉さん」と呼ばれている。
仕事好きな性格で、1970年には「仕事しているときが一番楽しいもの」「とにかく何でもやりたいの。そのために結婚が遅れてもいいわ」と語っていた。また、この時に「『この役なら、ゼッタイに山本圭子』といわれるような存在になりたい」とも述べている。
デビュー当時から“いい役”ばかり付いていたが、キャリア初期の頃にある作品で“すごい美人役”を演じたところ、うまく出来ずにめちゃめちゃだったという。収録後の帰宅中、荷物を忘れたことに気づきスタジオに戻ったところ「誰、あんな人連れてきたの」という声が聞こえたといい、それがショックでその後は少しアテレコが苦手だったというエピソードがある。
方言は大阪弁。『ひみつのアッコちゃん（第3作目）』では、共演したこおろぎさとみに関西弁を教えたこともあり、こおろぎが自身のラジオ番組『ひので街探偵事務所』で過去に話題にしていた。ただし、キャリア初期は関西弁の矯正に苦労したという。上京直後は標準語が話せなかったものの、買い物では周囲の会話を参考に話していたため、その時は周りに大阪出身の人物だとは気づかれなかった。だが、次第に「イントネーションを大阪弁の反対にすればいい」と考えるようになり、ある会話で「上野」が話題になった際、大阪弁は「うえの⤴」と言うため「うえの⤵がね」と言っていたところ、「どこ出身？」など尋ねられたという。
テレビでの顔出し出演に関して、『大胆MAP』（テレビ朝日）ではNGだったものの、『アフタヌーンショー』（テレビ朝日）では『もーれつア太郎』で共演した加藤みどりと共に出演したことがあり、1993年に生放送された『笑っていいとも! ザックリいきまショー』（フジテレビ）、2002年1月に放送された『あの人は今!?』（日本テレビ）、2004年10月に放送された『オオカミ少年』（TBS）などで顔出し出演したことがある。

### 花沢さん
『サザエさん』では、“花沢さん”こと花沢花子役を2代目として、放送初期から2023年10月までの長期間にわたり担当した。演じた期間について、放送局のフジテレビは「詳細な資料がなく記録が残っておりませんでした」と説明しているが、スポーツニッポンは1972年からと報道しており、この報道通りなら同役を約51年間担当していたことになる。
同作では花沢花子役のほか、花沢の母役、アナゴ夫人役、マスオの母役なども兼任していた。ただし、これらの役は2022年5月までに降板しており後任に譲っていた。
2代目・磯野カツオ役の高橋和枝が危篤状態の時に見舞いに行った際、周囲が「高橋さん」と呼びかけても反応しなかったが、花沢さんがカツオに話しかけるような口調で「磯野くん」と呼んだところ、小さく「はーい」と返事をしたというエピソードがある。
2015年、一度だけ体調不良のため一龍斎貞友が代役を務めた。また、2020年9月に下肢骨折の治療のため一時休養した際は2回分の放送のみ伊倉一恵が代役を務め、10月18日の放送回より復帰した。
2023年10月に降板した際は、山本が高齢のため、寂しさと共に理解の声もあがった。また「サザエさん名物声優」と評され、最後の出演にはSNS上で惜しむ声やねぎらいの声が多く上がった。

### その他出演作
1966年の『おそ松くん』ではチョロ松やカラ松など複数の六つ子役を担当。開始当初から出演したが、しばらくは『戦え!オスパー』で主役を演じる関係から名前が出せず、途中までは「鈴木恵美子」名義で出演していた。
『ゲゲゲの鬼太郎』では、第2作・第4作・第5作でレギュラーキャラクターの砂かけ婆を演じており、実質的に持ち役となっていた。また、第1作（1968年）の第1話「おばけナイター」では妖怪バットを拾う少年を演じたが、1985年に放送された第3作の「おばけナイター」でも同じ役柄の少年を演じるなど、数十年間隔で同じ役を演じた。第3作では砂かけ婆ではなく、シーサー役でレギュラー入りしており、このシーサー役は第5作でも準レギュラーとしてメインの砂かけ婆と二役で演じた。
『がんばれ!!ロボコン』のロボコンを演じたときにはロボコンの人気が高く、NET（現：テレビ朝日）の番組はニュース以外全部出演し、丸一日ロボコンの仕事という日もあったという。1999年制作の『燃えろ!!ロボコンVSがんばれ!!ロボコン』で22年ぶりにロボコンの声を担当した。
『チキン・リトル』の声の担当は当初ゲームだけという話であったが、山本の声を聞いたディズニー社のスタッフが気に入ったことから、映画でも声を入れることになった。マネージャーはその報告を聞いて喜びの電話を送ったが、本人は「チキン・リトル」のことを忘れていたという。

## 後任
山本の高齢に伴う降板および死後、持ち役を引き継いだ人物は以下の通り。
| 後任       | 役名       | 概要作品                  | 後任の初担当作品     |
| ---------- | ---------- | ------------------------- | -------------------- |
| 川崎恵理子 | 花沢の母   | 『サザエさん』            | 2017年3月26日放送回  |
| 川崎恵理子 | マスオの母 | 『サザエさん』            | 2019年5月12日放送回  |
| 川崎恵理子 | タケオの母 | 『サザエさん』            | 2019年9月22日放送回  |
| 落合るみ   | 穴子の妻   | 『サザエさん』            | 2022年5月15日放送回  |
| 渡辺久美子 | 花沢花子   | 『サザエさん』            | 2023年11月12日放送回 |
| 山本百合子 | 大石先生   | 『ちびまる子ちゃん』      | 2022年5月1日放送回   |
| 本井えみ   | 山田笑太   | 『ちびまる子ちゃん』      | 2024年2月4日放送回   |
| 摩味       | はまじの母 | 『ちびまる子ちゃん』      | 2024年12月8日放送回  |
| 斉藤貴美子 | クータン   | 『それいけ!アンパンマン』 | 2024年1月5日放送回   |

## 出演
太字はメインキャラクター。

### テレビアニメ
時期不明
- サザエさん（時期不明 - 2023年、花沢花子〈2代目〉、花沢の母〈初代〉、アナゴ夫人〈2代目〉、マスオの母〈初代〉、タケオの母〈初代〉、キャッシー 他）

1963年
- 鉄腕アトム (アニメ第1作)（マリー）

1964年
- 狼少年ケン（1964年 - 1965年）
- ビッグX（ハンス・エンゲル）

1965年
- 戦え!オスパー（オスパー）

1966年
- おそ松くん（チョロ松、カラ松、一松〈代役〉 他）

1967年
- 魔法使いサリー（1967年 - 1968年、中野、荒木、安部、山本、ブス夫、信如）

1968年
- ゲゲゲの鬼太郎（第1作）（1968年 - 1969年）
- サイボーグ009（1968年版）

1969年
- アタックNo.1（八木沢香）
- タイガーマスク（1969年 - 1971年、五郎、ツヨシ、吉水三郎、郎太、ガボテン）
- ひみつのアッコちゃん（第1作）（1969年 - 1970年、守、純平、洋太、武、則和、三太郎、幹太）
- ピュンピュン丸（ケメ子〈代役〉）
- もーれつア太郎（1969年 - 1970年、ア太郎）

1970年
- いなかっぺ大将（西二）

1971年
- アパッチ野球軍（ダイコン、マリの母）
- 巨人の星
- 国松さまのお通りだい（塩原二郎、のぶ夫、アキ坊、ブー、松吉 他）
- ゲゲゲの鬼太郎（第2作）（1971年 - 1972年、砂かけ婆）
- 天才バカボン（1971年 - 1972年、バカボン）

1972年
- 赤胴鈴之助（1972年版）（1972年 - 1973年、赤胴鈴之助）
- 海のトリトン（ジェム）
- 樫の木モック（フランコ）
- さるとびエッちゃん
- デビルマン（1972年 - 1973年、牧村健作 / タレちゃん）
- マジンガーZ
- ムーミン（ホルトデル）
- ルパン三世 (TV第1シリーズ)

1973年
- ジャングル黒べえ
- ど根性ガエル（1973年 - 1974年、田中）
- ドラえもん（日本テレビ版）（セワシ）
- ドロロンえん魔くん（1973年 - 1974年）
- バビル2世（チー坊）
- ミクロイドS（新吉）
- ミラクル少女リミットちゃん（浅見信子、栗本ジュン）
- ワンサくん（バンブル）

1974年
- アルプスの少女ハイジ（村の少年）
- エースをねらえ!
- カリメロ（1974年版）（ブータ）
- キューティーハニー（ポチ）
- ゲッターロボ（浩一、弘）
- 魔女っ子メグちゃん（1974年 - 1975年、ラビ）

1975年
- 元祖天才バカボン（1975年 - 1977年、バカボン）
- ゲッターロボG（克也、亀吉）
- はじめ人間ギャートルズ（1975年 - 1976年）

1976年
- キャンディ・キャンディ（トム〈少年期〉）
- 鋼鉄ジーグ（山中三郎）
- 超電磁ロボ コン・バトラーV（飛田小太郎）
- マグネロボ ガ・キーン
- マシンハヤブサ（神風弘）
- リトル・ルルとちっちゃい仲間（トビー）

1977年
- 一発貫太くん（三太）
- ジェッターマルス（耕作）
- 大空魔竜ガイキング（ゴロー）
- 超合体魔術ロボ ギンガイザー（太一）
- 氷河戦士ガイスラッガー（イイ・タロ）

1978年
- 女王陛下のプティアンジェ（アーサー）
- 魔女っ子チックル（フー子、吉川正、山谷かおる）
- 一休さん (テレビアニメ)

1979年
- 宇宙空母ブルーノア（桜町小夜子）
- 円卓の騎士物語 燃えろアーサー（トム）
- 科学忍者隊ガッチャマンII（少年A）
- 銀河鉄道999（少年、新聞売のおばさん、砂山学、オカミサン、キクオ）
- サイボーグ009（1979年版）（1979年 - 1980年、ホンコ、チコ）
- ゼンダマン（ジミー）

1980年
- 怪物くん（テレビ朝日版）（フニャラ、ペング、プワプワ 他）
- がんばれ元気（定吉の母、おたき、チンドン屋、荒木）
- がんばれゴンベ（ゴンベ）
- 釣りキチ三平（加瀬正治）
- ドラえもん（テレビ朝日版第1期）（1980年 - 1992年、トラえもん、本山、つげぐち）
- ニルスのふしぎな旅（兄）
- 燃えろアーサー 白馬の王子（ピート）

1981年
- 最強ロボ ダイオージャ（トムキン）
- 鉄腕アトム（第2作）（トルー、ルカ）
- Dr.スランプ アラレちゃん（1981年 - 1985年、ウンチくん、アキコさん、ボクちん、カン太）
- ハロー!サンディベル（オナー夫人）
- ぼくらマンガ家 トキワ荘物語（おかみ）
- ヤットデタマン（日吉丸）

1982年
- あさりちゃん（老婆、アオモリ）
- おちゃめ神物語コロコロポロン（エロース）
- The・かぼちゃワイン（増田増夫）
- 二死満塁（山川立夫）
- 忍者ハットリくん（おばあさん）
- ぼくパタリロ!（パタババ）
- 野生のさけび

1983年
- イーグルサム（1983年 - 1984年、サム）
- 銀河疾風サスライガー（カーメン25世）
- キン肉マン（1983年 - 1986年、ナチグロン、キン骨オババ）
- まんがイソップ物語 (テレビアニメ)

1984年
- キン肉マン 決戦!!7人の超人VS宇宙野武士（ナチグロン）
- Gu-Guガンモ（スダレ）
- リトル・エル・シドの冒険

1985年
- ゲゲゲの鬼太郎（第3作）（1985年 - 1988年、蛇骨ばばあ、ざしきわらし、あかねの母、万年、おばあさん、葬頭河婆、火車、シーサー）
- はーいステップジュン（右太郎 他）
- ルパン三世 PARTIII

1986年
- おねがい!サミアどん
- オバケのQ太郎（テレビ朝日版）（ヤスベエ）
- ロボタン

1987年
- 仮面の忍者 赤影（玄太）
- 新メイプルタウン物語 パームタウン編（花屋のおかみ、マギー）
- ビックリマン（1987年 - 1989年、天子男ジャック / 神帝男ジャック / 聖遊男ジャック）

1988年
- 闘将!!拉麵男（ビーフン）
- ひみつのアッコちゃん（第2作）（チカ子、モコの母）

1989年
- キテレツ大百科（1989年 - 1993年、八千代、刈野ヨネ〈初代〉、うめ、鈴子、園長）
- ドラゴンボール（はっかけ婆さん）

1990年
- 新ビックリマン（神帝男ジャック）
- それいけ!アンパンマン（1990年 - 2001年、くじらのクータン〈初代〉、バケルくん〈2代目〉）
- ちびまる子ちゃん（1990年 - 2023年、はまじのお母さん〈初代〉、大石先生〈初代〉、山田〈初代〉、前田さんのおばあちゃん 他） - 2シリーズ
- チンプイ（カイザー）

1991年
- ドラゴンクエスト（モコモコ母ちゃん）

1992年
- ウルトラマンキッズ 母をたずねて3000万光年（占い師ウラ）
- ツヨシしっかりしなさい（オバさん）
- ファンタジーアドベンチャー 長靴をはいた猫の冒険

1993年
- ドラゴンボールZ（東の界王）

1994年
- 魔法陣グルグル（魔法オババ）

1995年
- アニメ世界の童話（長男）

1996年
- ゲゲゲの鬼太郎（第4作）（1996年 - 1998年、砂かけ婆）

1997年
- 少年Hが見た戦争

1998年
- 金田一少年の事件簿（君沢ユリエ）
- クレヨンしんちゃん（イビリダ）
- ドクタースランプ（良太）
- ひみつのアッコちゃん（第3作）（チカ子、モコの母）
- ふしぎ魔法ファンファンファーマシィー（リリエル）

1999年
- 週刊ストーリーランド

2000年
- ドキドキ♡伝説 魔法陣グルグル（魔法オババ）
- ピポパポパトルくん（2000年 - 2001年、ノーボ、ポピー、けん太、パラボ、妊婦、男の子）
- マシュランボー（バートル）

2001年
- ののちゃん（2001年 - 2002年、山田まつ子）

2002年
- とっとこハム太郎（2002年 - 2005年、デビハムくん） - 2シリーズ
- ベイベーばあちゃん（神宮寺小梅、神宮寺うめ）
- 星のカービィ（エスカルゴンのおっかさん）

2003年
- カスミン（土鍋）
- ONE PIECE（アマゾン）

2004年
- 名探偵コナン（2004年 - 2005年、江上タツ江、千住えり）

2005年
- 金色のガッシュベル!!（リオウ）

2006年
- ARIA The NATURAL（おばさん）
- おろしたてミュージカル 練馬大根ブラザーズ（院長）
- 出ましたっ!パワパフガールズZ（リトル・アートロ）
- まじめにふまじめ かいけつゾロリ（おばちゃん）

2007年
- ゲゲゲの鬼太郎（第5作）（2007年 - 2009年、砂かけ婆、やし落とし、シーサー）
- しゅごキャラ!（2007年 - 2008年、冴木のぶ子） - 2シリーズ
- ぼくらの（黒コエムシ）

2008年
- ねぎぼうずのあさたろう（にんにくのおかつ）

2011年
- 日常（ゆっこ母）

2015年
- 暗闇三太（虎太郎、宇宙人）

### 劇場アニメ
1967年
- 少年ジャックと魔法使い

1971年
- アタックNo.1 涙の不死鳥（八木沢香）

1974年
- きかんしゃやえもん D51の大冒険（イサム）

1976年
- 長靴をはいた猫 80日間世界一周（ネズミのチビ）

1980年
- がんばれ!! タブチくん!! 初笑い第3弾 あゝツッパリ人生

1981年
- じゃりン子チエ（タカシの母、花山、公園の子供）
- シリウスの伝説（タツノコC）

1983年
- 忍者ハットリくん ニンニンふるさと大作戦の巻（才蔵）

1984年
- キン肉マン 奪われたチャンピオンベルト（ナチグロン）
- キン肉マン 大暴れ!正義超人（ナチグロン）

1985年
- キン肉マン 正義超人vs古代超人（ナチグロン）
- キン肉マン 逆襲!宇宙かくれ超人（ナチグロン）
- キン肉マン 晴れ姿!正義超人（ナチグロン）

1986年
- キン肉マン ニューヨーク危機一髪!（ナチグロン）
- キン肉マン 正義超人vs戦士超人（ナチグロン）
- ゲゲゲの鬼太郎 激突!!異次元妖怪の大反乱（蛇骨ばばあ）

1987年
- グリム童話 金の鳥（ワルナー王子）

1988年
- ビックリマン 第一次聖魔大戦（天子男ジャック）
- ビックリマン 無縁ゾーンの秘宝（神帝男ジャック）

1989年
- ひみつのアッコちゃん（チカ子）
- ひみつのアッコちゃん 海だ!おばけだ!夏まつり（チカ子）

1990年
- Pink みずドロボウあめドロボウ（ブラック）

1991年
- ドラミちゃん アララ♥少年山賊団!（アララ）

1992年
- それいけ!アンパンマン つみき城のひみつ（クータン）
- ちびまる子ちゃん わたしの好きな歌（大石先生）

1993年
- Dr.スランプ アラレちゃん んちゃ!ペンギン村はハレのち晴れ（ドドンガドン）

1995年
- ドラゴンボールZ 復活のフュージョン!!悟空とベジータ（東の界王）
- MEMORIES「大砲の街」（母親）

1996年
- ウルトラマンカンパニー（ガボちゃん）
- ゲゲゲの鬼太郎 大海獣（砂かけ婆）

1997年
- クレヨンしんちゃん 暗黒タマタマ大追跡（玉王ナカムレ）
- ゲゲゲの鬼太郎 おばけナイター（砂かけ婆）
- ゲゲゲの鬼太郎 妖怪特急! まぼろしの汽車（砂かけ婆）
- 地球が動いた日（下田ハナ）

2000年
- それいけ!アンパンマン 人魚姫のなみだ（海魔女）

2001年
- それいけ!アンパンマン ゴミラの星（クータン、カユカユぼうや）

2002年
- クレヨンしんちゃん 嵐を呼ぶ アッパレ!戦国大合戦（吉乃）

2004年
- 劇場版ポケットモンスター アドバンスジェネレーション 裂空の訪問者 デオキシス（ゴンベ）

2005年
- ONE PIECE THE MOVIE オマツリ男爵と秘密の島（ケロ子）

2006年
- 時をかける少女（おばさん）

2008年
- 劇場版 ゲゲゲの鬼太郎 日本爆裂!!（砂かけ婆）

2014年
- それいけ!アンパンマン りんごぼうやとみんなの願い（クータン）

2015年
- ちびまる子ちゃん イタリアから来た少年（山田くん）

### OVA
- となりのトコロ（1990年、ばあさん）
- ビックリマン ロココ＆マリア奇跡（1990年、聖遊男ジャック）
- 迷走王ボーダー 社会復帰編（1991年、ばば）
- なにわ遊侠伝（1992年、マリ）
- フォーチュン・クエスト 世にも幸せな冒険者たち（1993年、ゼン）
- ぞくぞく村のオバケたち（1996年、雪女ユキミダイフク）
- イリヤの空、UFOの夏（2005年、浅羽の祖母）

### ゲーム
1992年
- 超兄貴 究極無敵銀河最強男（天使）

1994年
- ぽっぷるメイル（ガウ）※PCエンジンSUPER CD-ROM2版

1995年
- ちびまる子ちゃんの対戦ぱずるだま（山田くん）
- ちびまる子ちゃん まる子絵日記ワールド（山田くん）

1996年
- くにおの熱血闘球伝説（みすず）

1997年
- ゲゲゲの鬼太郎（砂かけ婆、都）
- 水木しげるの妖怪武闘伝（すなかけばばあ）

2000年
- デビルマン（タレちゃん〈隠しモード〉）

2001年
- 松本零士999 〜Story of Galaxy Express 999〜（レドリル）
- みんなのGOLF3（トシコ）

2002年
- ダーククロニクル（未来のリン）

2005年
- 金色のガッシュベル!! ゴー!ゴー!魔物ファイト!!（リオウ）
- キングダム ハーツII（チキン・リトル）

2007年
- ゲゲゲの鬼太郎 妖怪大運動会

2009年
- ちびまる子ちゃんDS まるちゃんのまち（山田くん）

### ドラマCD
- ドラマCD テイルズ オブ シンフォニア（占い師）
- ビックリマン 新たなる出発（メイ・ダンジャック）

### CD
- ゲゲゲの鬼太郎（第5作）音楽CD
  - 夢のリフォーム大作戦（砂かけ婆）

### 吹き替え

#### 映画
- エンドア/魔空の妖精（シャラル〈シアン・フィリップス〉）※劇場公開版
- 王様と私 ※東京12チャンネル版
- グレイテスト・ゲーム（エディー・ロワリー〈ジョシュ・フリッター〉）
- 少林寺2（六龍〈リー・ウー・ナン〉）※DVD版
- スペース・ジャム（ズィルチ / パウンド〈ジョスリン・ブルー〉）
- パワーレンジャー 映画版（リタ・レパルサ〈ジュリア・コルテス〉）

#### ドラマ
- ジム・ヘンソンのストーリーテラー（王妃〈ヘレン・リンゼイ〉）

#### アニメ
- ウォーターシップダウンのうさぎたち（ピプキン〈ロイ・キニア〉）
- ガミー・ベアの冒険（カビー〈ノエル・ノース〉）
- スヌーピーとチャーリーブラウン（ペパーミント・パティ〈ブレント・ハウアー〉）
- チキン・リトル（チキン・リトル〈ザック・ブラフ〉）

#### 人形劇
- フラグルロック（トシュ〈トリッシュ・リーパー〉）

### 特撮
- SFドラマ 猿の軍団（1974年、キキーの声）
- がんばれ!!ロボコン（1974年、ロボコンの声）
- 戦え!僕らのヒーロー大集合（1976年、ロボコンの声）
- ロボコンの大冒険（1976年、ロボコンの声）
- 超力戦隊オーレンジャー（1995年、バラハングリーの声）
- 劇場版 超力戦隊オーレンジャー（1995年、カボチャンプキンの声）
- 燃えろ!!ロボコンVSがんばれ!!ロボコン（1999年、初代ロボコンの声）

### テレビドラマ
- 動物のお医者さん（2003年、ミケの声）
- 観月ありさ版ドラマサザエさん2（2010年、花沢の母の声）
- さすらいのグルメハンター 函館編 第2話（2023年7月30日、BS日テレ） - 中水食品工業従業員 役[80]

### テレビ番組
- アフタヌーンショー 『もーれつア太郎』放映時、加藤みどりと。
- うたっておどろんぱ（メロディさん・つうてんかくどどこ）
- 川の子クークー（モグモグの声）
- 決定版あなたをスターに!（ロボコンの声）
- スパスパ人間学!（スパスパくんの声）
- たべごろマンマ!（キャラクターの声）
- ベルトクイズQ&Q（夏休み子供大会限定マスコットキャラクターの声）
- 三船美佳のずぼらぼ ズボラ生活研究所（ナレーションとキャラクター「レオン」の声）
- 理科教室小学校1年生（なんだろう君）

### 人形劇
- こどもにんぎょう劇場
  - 「こぞうのおるすばん」（珍念）
  - 「さるとかに」（栗）
  - 「どんぐりと山ねこ」（一郎）

### ナレーション
- あの人は今!?
  - 上記の通り、VTRで1度だけ顔出し出演している。
- 東映まんがまつり・予告編ナレーター（1970年代）
- オオカミ少年
- 知っとこ!（知っとこ!世界の朝ごはん）
- はじめてのおつかい
- マジカル頭脳パワー!!
- テレンス・コンランのホームデザイン倶楽部（テレビ朝日系、屋良有作と共演）
- 課外授業 ようこそ先輩

### CM
- ポピー 超合金ロボコン（ロボコンの声）
- 増田屋コーポレーション「光線ピッピー」シリーズ（らんぽうの声）（1980年）
- 池田模範堂 ムヒパッチA（1990年）
- 任天堂 ヨッシーのたまご（ヨッシーの声）（1991年）
- ミツカン かおりの蔵（1997年）
- 田中貴金属工業 冬のコツコツキャンペーン（2007年）
- タウンページ（2007年）

### 映画 (実写出演)
- おれについてこい! (1965年・東宝＝渡辺プロ)  ‐ 松木ユミ子

### その他コンテンツ
- 万創のテレビアイドルえほん・ソノシート「ウルトラマンA・ヤプール人のしんりゃく」（あきら少年）
- がくげい 日本歴史トラベラーズ（プチャ、おかん）
- 朝日ソノラマ出版のソノシート実写番組ドラマ『ウルトラマンタロウ』（白鳥健一）
- 小学館「幼稚園」1971年7月号ソノシート・帰ってきたウルトラマン（坂田次郎）
- 仙石線の特別車輌「マンガッタンライナー」の車内放送（ロボコンの声）
- タックス君の税Q&A（タックス君の声）
- マンガで見る環境白書『未来への循環』紹介アニメーション（ロボコンの声）